# مون ته ایل
مون ته ایل (کره‌ای: 문태일؛ زادهٔ ۱۴ ژوئن ۱۹۹۴) که با نام ته‌ایل (کره‌ای: 태일) شناخته می‌شود، خواننده اهل کره جنوبی است. او عضو سابق گروه پسرانهٔ کره‌ای ان‌سی‌تی و زیرمجموعه‌های آن ان‌سی‌تی یو و ان‌سی‌تی ۱۲۷، زیر نظر اس‌ام انترتینمنت است. ته‌ایل در آوریل ۲۰۱۶ به عنوان عضو زیرمجموعهٔ ان‌سی‌تی یو فعالیت خود را آغاز کرد و در ژوئیه ۲۰۱۶ به عضویت زیرمجموعهٔ مستقر در سئول یعنی ان‌سی‌تی ۱۲۷ درآمد. ته‌ایل در ۲۸ اوت ۲۰۲۴ از گروه ان‌سی‌تی خارج شد.

## اوایل زندگی
مون ته‌ایل زادهٔ ۱۴ ژوئن ۱۹۹۴ در سئول، کره جنوبی است.

## زندگی شخصی

### تصادف رانندگی
در ۱۵ اوت ۲۰۲۳، ته‌ایل پس از اتمام برنامه‌اش در صبح، در مرکز شهر سئول در حالی که با موتور سیکلت در راه خانه بود، دچار تصادف رانندگی شد. او فعالیت‌های برنامه‌ریزی شدهٔ عمومی خود را به‌طور موقت به حالت تعلیق درآورد تا بر درمان و بهبودی تمرکز کند.

### اتهامات جرم جنسی
در ۲۸ اوت ۲۰۲۴، اس‌ام انترتینمنت به‌طور ناگهانی اعلام کرد که ته‌ایل به دلیل تحقیقاتی که او را مرتبط به جرایم جنسی می‌کند، از گروه ان‌سی‌تی حذف خواهد شد. گزارش شده است که تحقیقات پس از گزارشی که توسط یک زن بالغ در ماه ژوئن تنظیم شد، آغاز شد و گفته می‌شود که قربانی این پرونده است. با توجه به گفتهٔ اس‌ام انترتینمنت در بیانیهٔ بعدی، این شرکت و ته‌ایل تا «اواسط ماه اوت» در مورد تحقیقات مطلع نشدند.

## ترانه‌شناسی

### تک‌آهنگ‌ها
| «یک انسان زیبا» (A Beautiful Human Being; 아름다운 사람)                                           | ۲۰۲۱ | ۱۶۹ | بزرگداشت پنجاهمین سالگرد شبنم صبحگاهی کیم مین گی جلد ۱ |
| به عنوان آرتیست همکار                                                                              |      |     |                                                        |
| «بنفش» (Purple; 보라색) (به همراه سول‌هی)                                                           | ۲۰۱۹ | —   | بنفش                                                   |
| «ماه» (The Moon; 저 달) (به همراه مون سوجین)                                                       | ۲۰۲۱ | ۹۰  | تک‌اهنگ بدون آلبوم                                      |
| "Love Right Back" (به همراه رایدن، لیل بوی)                                                        | ۲۰۲۱ | ۸۳  | Love Right Back                                        |
| همکاری‌ها                                                                                           |      |     |                                                        |
| «صدای قلب تو» (Sound of Your Heart; 너의 목소리) (به عنوان بخشی از اس‌ام تاون به همراه استیو برکات) | ۲۰۱۶ | —   | اس‌ام استیشن فصل ۱                                      |
| «شبنم صبحگاهی» (Morning Dew; 아침이슬) (به همراه هنرمندان مختلف)                                   | ۲۰۲۱ | —   | بزرگداشت پنجاهمین سالگرد شبنم صبحگاهی کیم مین گی جلد ۴ |
| «روز معمولی» (Ordinary Day) (به همراه اونیو و کیوهیون)                                             | ۲۰۲۱ | ۶۹  | ۲۰۲۱ وینتر اس‌ام تاون: اس‌ام‌سی‌یو اکسپرس                  |
| «—» مواردی را نشان می‌دهد که به جدول نرسیده‌اند.                                                     |      |     |                                                        |

### موسیقی متن
| «به خاطر تو» (Because of You; 단 한 사람)        | ۲۰۱۶ | —  | —  | اواس‌تی تاجر گک جو ۲۰۱۵             |
| «استارلایت» (Starlight; 스타라이트)              | ۲۰۲۲ | ۳۰ | ۲۸ | اواس‌تی بیست و پنج بیست و یک        |
| «لاوی داوی» (Lovey Dovey; 러비 더비)             | ۲۰۲۳ | —  | —  | اواس‌تی عاشق اینم که ازت متنفر باشم |
| «راهزن» (Bandit)                                 | ۲۰۲۳ | —  | —  | اواس‌تی ترانه راهزنان               |
| «موج» (Wave; 파랑)                               | ۲۰۲۴ | —  | —  | اواس‌تی پادشاه مسحور                |
| «کنار من بمان» (Stay By My Side; 내 곁에 있어요) | ۲۰۲۴ | —  | —  | اواس‌تی ولیعهد گمشده                |
| «—» مواردی را نشان می‌دهد که به جدول نرسیده‌اند.   |      |    |    |                                    |

## جوایز و نامزدی‌ها
| مراسم جوایز            | سال  | دسته                     | نامزد / اثر | نتیجه    | منابع  |
| ---------------------- | ---- | ------------------------ | ----------- | -------- | ------ |
| جوایز ستارگان ای‌پی‌ای‌ان | ۲۰۲۲ | بهترین ساندترک اوریجینال | «استارلایت» | نامزدشده | [ ۲۷ ] |
| جوایز موسیقی سئول      | ۲۰۲۲ | جایزه ساندترک ارجینال    | «استارلایت» | نامزدشده | [ ۲۸ ] |

### رکوردهای جهانی
| نشریه               | سال  | رکورد جهانی                                               | دارنده رکورد | منابع  |
| ------------------- | ---- | --------------------------------------------------------- | ------------ | ------ |
| رکوردهای جهانی گینس | ۲۰۲۱ | سریعترین زمان برای رسیدن به ۱ میلیون فالوور در اینستاگرام | ته‌ایل        | [ ۲۹ ] |

## یادداشت
1. ↑  "Because of You" did not enter Gaon Digital Chart, but peaked at position 47 on component BGM Chart.[۱۸]
2. ↑  "Lovey Dovey" did not enter the Circle Digital Chart, but it peaked at number 112 on the component Download Chart.[۲۰]
3. ↑  "Bandit" did not enter the Circle Digital Chart, but it peaked at number 143 on the component Download Chart.[۲۲]
4. ↑  "Wave" did not enter the Circle Digital Chart, but it peaked at number 44 on the component Download Chart.[۲۴]
5. ↑  "Stay By My Side" did not enter the Circle Digital Chart, but it peaked at number 140 on the component Download Chart.[۲۶]